# Paul Thompson (hockeista su ghiaccio)
Paul Thompson (Calgary, 2 novembre 1906 – Calgary, 13 settembre 1991) è stato un hockeista su ghiaccio e allenatore di hockey su ghiaccio canadese.

## Carriera

### Giocatore
Fratello minore di un altro giocatore professionista, Tiny Thompson, Paul Thompson in NHL ha vestito le maglie di New York Rangers (1926-1931) e Chicago Blackhawks (1931-1939), vincendo con entrambe la Stanley Cup: nel 1927 a New York, nel 1934 e nel 1938 a Chicago.

### Allenatore
Pochi mesi dopo il ritiro da giocatore nel 1939, venne chiamato a guidare i Chicago Blackhawks, con cui rimase fino alla stagione 1944-1945, durante la quale venne sollevato dall'incarico.
Tra il 1945 e il 1947 fu l'allenatore dei Vancouver Canucks, all'epoca militanti in PCHL.

## Palmarès
- Stanley Cup: 3

New York Rangers: 1927
Chicago Blackhawks: 1934 e 1938